# Homeopati
| Homeopati |
| --- |
| Homeopatins skapare, Samuel Hahnemann, 1841. - Betydelse – alternativt medicinalsystem - Bakgrund – skapad av Samuel Hahnemann - Påstådd funktion – att "lika botar lika"; att mikroskopiska andelar av ett preparat är effektiva - Vetenskaplig konsensus – Homeopati är pseudovetenskap - effekten motsvarar placebo |

Homeopati, från grekiskans homoios "lika" och pathos "lidande", är ett pseudovetenskapligt alternativt medicinalsystem, som skapades av den tyske läkaren Samuel Hahnemann (1755–1843).
Grundresonemanget är att utspädda ämnen, som framkallar liknande symptom som de som man försöker "bota" hos en frisk person, skulle bota en sjuk person. Forskning, mer specifikt flera metastudier, har på vetenskaplig väg bevisat att effekten av homeopati är jämförbar med placebo. Det finns alltså inte några vetenskapliga bevis för att homeopati ger någon effekt som kan tillskrivas själva "behandlingarna".

## Homeopatins historia
Homeopatin som begrepp och behandlingsmetod fördes fram av den tyske läkaren Samuel Hahnemann i slutet av 1700-talet och början av 1800-talet samt förfinades och populariserades av amerikanen James Tyler Kent i slutet av 1800-talet, men principen som sådan är ännu äldre. Redan de gamla romarna använde sig av principen att bota en sjukdom med samma ämne som orsakade den. Det finns emellertid inga belägg för att detta verkligen har hjälpt, varför denna tanke helt förkastats av vetenskapen.
I standardhomeopativerket Materia Medica ingår beskrivningar av Hahnemanns ursprungliga ca 300 ursubstanser, där publikationen har vuxit till att innehålla beskrivningar av över 3 000 preparat.
Enligt berättelsen upptäckte Hahnemann principen när han åt kinin och fick feberfrossa som biverkning. Han drog då slutsatsen att eftersom kinin ges vid just feberfrossa kanske det kunde vara så att samma medel som orsakar ett visst symptom hos en frisk människa botar samma symptom på en sjuk. (Troligen var Hahnemann helt enkelt allergisk mot kinin.) Kininallergi är inte ovanlig, vilket bl.a. visar sig i att så drabbade personer inte tål att äta grapefrukt, som naturligt innehåller kinin.) I nutida försök har Hahnemanns påstående inte kunnat upprepas.
Hahnemann och hans anhängare tyckte att det var viktigt att titta på både kroppen och själen som en helhet, inte bara fokusera på enskilda sjukdomssymtom, även om en homeopatisk behandling ofta tar hänsyn till symtom. Hahnemann tillbringade mycket tid med sina patienter, frågade dem om deras liv och var intresserad av detaljerna i deras vardag.
Homeopatin var på många sätt en reaktion mot dåtidens ofta smärtsamma behandlingsmetoder med till exempel åderlåtning och liknande.
Rent historiskt uppkom homeopatin under en tidsperiod då den medicinska vetenskapen var i ett ungt skede. Till exempel hade man ännu inte utarbetat konceptet med vårdhygien och kände inte heller till att bakterier kan orsaka infektion och inflammation. På grund av detta dog ofta patienter av infektioner när de utsattes för invasiva ingrepp som kirurgi och åderlåtning. En följd blev att behandlingsterapier som i praktiken ofta innebar ingen behandling alls var mer framgångsrik än dåtida medicin, när det gällde patientens överlevnad eller tillfrisknande. Andra "behandlingar" av liknande slag uppkom också under denna tidsperiod.
Elektrohomeopati är en avart av homeopati med hemliga medel i form av piller eller vätskor som benämns röd, grön, gul, blå eller vit elektricitet. Metoden utvecklades av en greve i Italien, Cesare Mattei (1809–1896), under senare delen av 1800-talet och spreds till övriga Europa. I Sverige var Nils Liljequist en förespråkare för metoden, och gav år 1900 ut en "Vägledning i elektro-homeopatisk sjukdomsbehandling".

### Risker
Vissa homeopatiska preparat är förenade med risker, i sällsynta fall har ingredienser i blandningarna nämligen förekommit i för stora volymer för att vara riskfria, något som har gjort att vissa som valt att inta blandningarna dött eller fått olika anfall.

## Olika homeopatiska hypoteser
Det finns flera olika homeopatiska skolor med olika bakomliggande hypoteser. Ett homeopatiskt preparat är definitionsmässigt ett preparat som har tillverkats i enlighet med en homeopatisk farmakopé. Förutom att det finns olika nationella homeopatiska farmakopéer finns det även olika farmakopéer i de olika skolorna som klassisk homeopati, isopati (se nedan) och antroposofisk läkekonst.

### Miasmer
Ett vanligt begrepp inom homeopatin är miasmer från 1820-talet. Hahnemann hade en hypotes att vissa sjukdomar lämnar kvar restskada eller miasm (grekiska för fläck eller obalans), vilka antogs orsaka kroniska sjukdomar och förvärvas genetiskt.
Det finns tre olika typer av miasmer inom homeopatin:
- syphilis, orsakat av hjärnskador, nervskador och benskador vilket ansågs resultera i dövhet, sinnessjukdom och alkoholism.
- sycosis, en term som inom homeopatin avser undertryckt gonorré som skadat slemhinnor i könsorganen, vilket påstods göra dessa känsliga för fuktigt väder och stormar.
- psora, skador på huden, vilket ansågs resultera i många inre sjukdomstillstånd.

Hahnemann utvecklade sin miasmhypotes eftersom han var bekymrad över sina misslyckanden med att bota kroniska sjukdomar med homeopatiska metoder. Hahnemanns miasmteori publicerades 1828 i boken The Chronic Diseases, their Nature and Homoeopathic Treatment.

### Klassisk homeopati
Homeopatin hävdar att varje symptom hos en frisk människa, som orsakas av en giftig dos av en substans, kan botas av ett preparat som tillretts av samma substans. Med Hahnemanns egna ord: simila similibus curentur ("låt lika bota lika"). Homeopatins sjukdomsbegrepp skiljer sig från den medicinska vetenskapen. Grundorsaken till en sjukdom anses snarare vara psykisk än fysisk, och sjukdomar anses yttra sig först genom emotionella symptom (som exempelvis begär eller avsky) och om de inte behandlas övergår de enligt hypotesen så småningom till fysiska symptom.
Detta resonemang leder också till att bakterier och virus måste vara effekter av, inte orsaker till, sjukdomar.
Ett homeopatiskt medel tillverkas genom att späda ut en lösning många gånger. Man börjar med en blandning av 1 gram aktivt ämne i 99 gram vatten. Sedan tar man 1 ml av denna lösning och blandar med 99 ml vatten, skakar flaskan kraftigt, och upprepar detta många gånger. Efter att ha gjort detta 100 gånger har man nått den hundrade utspädningen. Så utspädda ämnen innehåller sannolikt inte en enda molekyl av det aktiva ämnet. Paradoxalt nog sägs blandningen bli starkare ju fler gånger den späds ut. Ofta nöjer man sig med lägre potenser.
Valet av potens när man ordinerar mot en sjukdom beror hur "djupt" man bedömt att sjukdomen ligger. Till exempel är potens 12 en vanlig startpunkt vid akuta tillstånd, och potens 30 används för kroniska problem. Den totala utspädningsfaktorn anses mindre betydelsefull än antalet successiva spädningar som gjorts. I Tyskland är D-potenser vanligast (D står för decimal och avser 10 skakningar. Exempelvis D2 betyder utspätt i 2 omgångar, och skakat 10 gånger vid vart utspädningssteg), medan det i USA och Indien oftast är C-potenser (Skakas 100 gånger för vart utspädningssteg, av romersk siffra C=100) som används.
Vid diagnosen av patientens besvär går homeopaten igenom en hel rad olika symptom (anamnes), rangordnade som följer med det viktigaste först: 
1. Känslor, såsom glädje, olycklig kärlek, sorg, ångest
2. Allmänna symptom: Huvudvärk, förkylning, hudproblem, influensa
3. Sådant som har att göra med längtan efter eller aversion mot viss mat eller omgivningsmiljö: ljus, lugn, mörker, värme; smärta vid vissa situationer.
4. Sömnproblem, opassande skratt eller gråt.
5. Sexualitet, trötthet, vilja att ta initiativ
6. Mindre viktiga: lokala hudutslag, inflammerat tandkött m.m.

### Antihomotoxisk terapi och homotoxikologi
Enligt en teori framlagd av Hans-Heinrich Reckeweg år 1955 är kroppen normalt i "balans" (homeostas), men ibland uppstår en obalans som ger sig uttryck i form av sjukdom. Detta tillstånd kallade han homotoxikos (homotoxicosis), och han menade att det orsakades av toxiner.

### Isopati
Medan klassisk homeopati grundas i hypotesen "lika botar lika" i betydelsen liknande (similia similibus curentur) grundas isopatin på en hypotes om att "likadan botar likadan" (aequalia aequalibus curentur). Skillnaden är att i den klassiska homeopatin anses det preparat som ger likvärdiga biverkningar med symtomen lindra sjukdomen, medan det i isopatin är exakt samma ämne som orsakar sjukdomen som är lindrande. Till exempel ges homeopatiskt utspätt kvicksilver mot amalgamförgiftning. Ett preparat innehållande kvicksilver kallas Mercurius Vivus. Det finns ett flertal homeopatiska preparat som innehåller kvicksilver. Isopati kan även ges förebyggande med avsikt att stärka organismen.

### Övriga skolor
- Antroposofisk homeopati

## Kritik och försvar gällande homeopatins ovetenskaplighet
Mycket av den kritik och kontrovers som omger homeopati kretsar kring de mekanismer som föreslagits ligga bakom den påstådda effektiviteten hos starkt utspädda preparat. Homeopatiska preparat är så utspädda att andelen verksam substans i de mest potentierade medlen är i storleksordningen 1/1050, vilket innebär att det i stickprov på 1050 milligram homeopatiskt preparat endast bör finnas i genomsnitt ett milligram aktiv substans. Då ett piller endast väger omkring ett gram är därför sannolikheten att någon enda dos av alla de homeopatiska produkter som någonsin tillverkats innehållit ens en enda molekyl av den aktiva substansen extremt låg.
Homeopatins försvarare menar att det är ointressant hur det fungerar. Det viktiga är om det fungerar. Man jämför bland annat med acetylsalicylsyra som användes i åratal inom den den evidensbaserade medicinen utan att den exakta mekanismen bakom var känd.
Det resonemanget anser kritiker dock vara felaktigt eftersom acetylsalicylsyrapreparat innehåller farmakologiska mängder (500 mg i en typisk tablett) av den verksamma substansen.
Inom den evidensbaserade medicinen används dock också en del behandlingsmetoder och medel som inte har en vetenskaplig förklaringsmodell över verkningsmekanismen. I dessa fall har dock i regel klinisk vetenskaplig prövning fastslagit effekten.
Kärnfrågan blir därför om det finns vetenskapliga studier av tillfredsställande kvalitet som påvisat någon behandlingseffekt av homeopatiska preparat. För närvarande finns inga sådana studier som inte starkt kritiserats och ifrågasatts.
Tidskriften The Lancet publicerade i augusti 2005 en studie, genomförd av Aijing Shang m fl, i vilken placeboeffekten mellan homeopatiska preparat och medicinska preparat jämfördes. Slutsatsen som drogs av undersökningen var att resultaten av de homeopatiska preparaten ej avvek med statistisk signifikans från placeboresultaten, medan det, naturligtvis givet samma konfidensgrad, var bevisat att den evidensbaserade medicinen gav effekt.
Homeopatin avvisas av vetenskapen som en pseudovetenskap, Man anser att homeopatin är en kvarleva från alkemins tid. De fall av positivt resultat som finns hävdar vetenskapen att man lätt kan förklara med slumpen och anses inte statistiskt säkerställda.
En möjlig förklaring till varför vissa människor upplever positiva effekter av homeopati är att många sjukdomar följer en cyklisk natur, problemen förekommer alltså i skov, med perioder av försämring och förbättring om vartannat. Så oavsett vilken behandling som ges efter en försämring, kommer personen sannolikt att uppleva en positiv effekt under den förväntade förbättringsperioden. Det är därför pålitliga medicinska studier inkluderar kontrollgrupper för att utvärdera effekten av behandlingen jämfört med en placebo eller annan behandling. Denna metod hjälper till att skilja mellan verklig behandlingseffekt och placeboeffekt.
Skeptikern och underhållaren James Randi har erbjudit en belöning på 1 miljon US dollar, till den som på något sätt kan påvisa skillnaden mellan rent vatten, och valfritt homeopatiskt preparat. Ett (misslyckat) försök sändes 2002 i BBC:s TV-program Horizon. Försöket har kritiserats för oklarheter från Randis sida beträffande vad som utgjorde godkända resultat, och för att försöket inte övervakades av oberoende instanser, och kan därför anses ha föga vetenskaplig relevans. Kritiken bemöts genom att vidmakthålla att homeopaterna själva fick besluta hur experimentet skulle utföras och bedömas och Randis roll var att godkänna utförandet.
Ett annat problem har varit vanvård av djur. På grund av karensregler för slakt och mjölkning, vill många djurhållare inte medicinera sina djur i onödan. Eftersom homeopatika i Sverige inte får säljas i sådana doser att de ur vetenskaplig synpunkt kan ha någon effekt, är det då lockande att ge djuren homeopati. Det finns ett otal exempel i den medicinska litteraturen, på djur som fått homeopati istället för läkemedel, och till följd av detta lidit svårt och i värsta fall avlidit på grund av sjukdomar som är lätta att behandla med fungerande läkemedel.
I ett pressmeddelande 2000-06-22 uttalade sig Sveriges Veterinärförbund negativt om homeopati. Bland annat skrev man: "Svenska veterinärer har dock ett författningsenligt krav på sig att verka efter vetenskap och beprövad erfarenhet, dit homeopati inte hör. Den "beprövade erfarenhet" som homeopatiförespråkare talar om bygger på historier om enstaka behandlingar, och inte på kontrollerade försök där stora mängder djur ingår. Homeopatin är ingen ny metod, men den har trots 200 års existens inte på ett trovärdigt sätt lyckats bevisa sin effektivitet. Att förespråka behandlingar utan vetenskapligt grundad effekt äventyrar såväl djurskydd som smittskydd och ekonomiska värden. Detta är något som svenska veterinärer inte vill medverka till." 

### Försvar av homeopatin
Förespråkare argumenterar att varje behandling som får patienten att må bättre är värdefull, oavsett om den är medicinskt verksam eller inte. Vissa homeopater anser att diskussionen huruvida resultaten av behandlingarna beror på placeboeffekten eller inte är akademisk, samt att homeopater hänvisar till fall där eventuellt sådan effekt inte enligt förespråkarna skulle kunna vara förklaringen, som behandling av små barn och djur. 
Det finns också exempel på när personer som varit positivt inställda till homeopati försökt forska på homeopatins förmenta effekter, enbart för att komma fram till att homeopatin inte kan anses evidensbaserat. En forskargrupp som delvis var finansierad av olika intressenter kopplade till homeopati-industrin försökte exempelvis göra en metastudie som publicerades 2017 angående homeopatins effekter. Forskargruppen kom dock fram till att det inte fanns något kliniskt tillstånd för vilket meta-analysen gav tillförlitlig evidens.
Den svenske läkaren Robert Hahn publicerade 2013 en artikel om homeopati. Kortfattat menar Hahn att många av de studier som visar att homeopatiska metoder saknar effekt har olika brister, och att om man korrigerar för detta så skulle det finnas större chans att finna evidens.

## Nuvarande status och acceptans av homeopati
Trots flera försök med vetenskapliga studier är det idag etablerat att homeopatin är pseudovetenskaplig och saknar effekt. 2005 publicerades i The Lancet en artikel där det enligt forskarna bekräftades att homeopatiska medel saknar effekt. I efterhand har dock artikeln kritiserats som ofullständig, även av etablerade forskare. En metastudie publicerad 2015 bekräftar dock den tidigare slutsatsen att homeopati inte har någon effekt som behandling för någon sjukdom.

### Australien
National Health and Medical Research Council rapporterade att enligt deras undersökningar saknades tillförlitliga bevis för att homeopati skulle vara en fungerande behandlingsform för något sjukdomstillstånd. NHMRC avrådde från homeopatiska behandlingar eftersom dessa kunde fördröja påbörjandet av effektiva behandlingsmetoder.

### Indien
Det finns en stor marknad för homeopatiska behandlingar i Indien, där behandlingsformen var den tredje största enligt uppgift från 2010.

### Storbritannien
I Storbritannien avgör varje Primary Care Trust (PCT) huruvida homeopatiska behandlingar kan ersättas av sjukförsäkringen, och National Health Service (NHS) driver särskilda homeopatiska sjukhus, såsom Glasgow Homoeopathic Hospital i Glasgow, byggt 2002. Däremot har Royal London Homeopathic Hospital ombildats under namnet Royal London Hospital for Integrated Medicine på grund av minskat patientunderlag. I februari 2011 uppskattade GP Magazine efter en enkätstudie till samtliga brittiska PCT att ungefär en tredjedel av dem godkände ersättning för homeopatiska behandlingar.

### Sverige
Leverantörsföreningen för homeopati uppger att det omkring 2010 fanns omkring 3 000 homeopatiska terapeuter och 50 000 användare av preparaten i Sverige, respektive 50 000 läkare och 110 miljoner användare i EU. Uppgifterna är dock obekräftade, och det saknas verifierbara källor.
Det är tillåtet i Sverige att sälja homeopatmedel i spädningar D4 och svagare. D4 innebär en spädning av stamberedningen tiotusen gånger. Läkemedelsverket påpekar också att de inte ska ses som en ersättning för medicinska läkemedel. Medlen måste dock vara registrerade hos Läkemedelsverket, vilket med detta har för avsikt att reglera att beredningar tillkommer på ett hygieniskt och korrekt sätt. Det har förekommit att homeopatika innehållit verksamma läkemedel. Registreringstvånget är inte relaterat till eventuell effekt.
"Homeopat" är en oskyddad beteckning som vem som helst får använda, och som inte står under Socialstyrelsens tillsyn. Vem som helst kan alltså kalla sig homeopat eller homeopraktiker. Homeopatisk verksamhet regleras i stället genom Patientsäkerhetslagen (SFS (2010:659)).

### Tyskland
I Tyskland täckte tidigare den allmänna sjukförsäkringen homeopati och andra former av alternativmedicin, men sedan 2004-01-01 gäller inte detta längre. I övriga Europa är homeopatin i allmänhet ännu oreglerad och utanför det allmänna försäkringssystemet. Sedan 2001 regleras homeopati inom EU av direktiv 2001/83/EC. De senaste tilläggen till detta direktiv ålägger medlemsstaterna att införa speciella registreringsprocedurer för homeopatiska preparat.

### USA
I USA regleras homeopatiska behandlingar av Food and Drug Administration (FDA). För homeopatiska behandlingsmedel krävs inga speciella tillstånd av FDA, och inga krav finns på bevisad ofarlighet eller effekt före försäljning av sådana preparat. Inga krav finns heller på märkning med bäst före-datum eller liknande. Däremot får homeopatiska medel inte saluföras som "medicin" eller med påståenden om att de har medicinska effekter. Homeopatiska medel har sina egna märkningar där aktiva substanser ej behöver anges.

### Allmänna källor
- Kleijnen J., Knipschild P, ter Riet G., "Clinical trials of homeopathy", British Medical Journal 1991;302:316-23
- Reill D, Taylor MA, Bettie NG, Campell JH, McSharry C, Aitchison TC, et al., "Is evidence for homeopathy reproducible?", Lancet 1994;344:1601-6